# Türkiye Radyo Amatörleri Cemiyeti

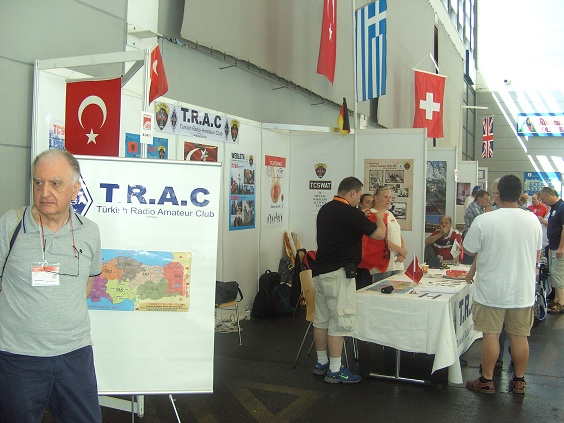
Stand auf der Amateurfunkmesse Ham Radio, Friedrichshafen (2012)

Türkiye Radyo Amatörleri Cemiyeti (TRAC, deutsch: Türkischer Amateurfunkverband) ist der nationale Amateurfunkverband der Türkei.

## Geschichte
Der TRAC wurde im Jahr 1962 gegründet und ist seit 1965 Mitglied in der IARU. Da das damals in Kraft stehende Gesetz Nr. 3222 aus dem Jahr 1937 für jeglichen Funkbetrieb eine Genehmigung erforderte, die sogar Stadtverwaltungen (außer Gaswerken und Feuerwehren) verwehrt wurde, konzentrierte sich der Verband auf die Herausgabe einer Elektronikzeitschrift („TRAC Mecmuasi“) und auf die Durchführung von Elektronikkursen. Außerdem wurden mit Unterstützung seitens der Vereinigung der Elektroingenieure und des Verteidigungsministeriums in den Jahren 1965 und 1967 Petitionen für eine Gesetzesänderung zwecks Freigabe des Amateurfunks dem türkischen Parlament zugeleitet. Beide Petitionen gingen durch alle parlamentarischen Instanzen, wurden aber nie dem Plenum zur Abstimmung vorgelegt.
Amateurfunk wurde in der Türkei vollumfänglich durch eine Gesetzesänderung im Jahre 1983 freigegeben. Zur Begründung für die Erwähnung des Amateurfunks im neuen Gesetz wurden von der Gesetzgebenden Versammlung (dem Parlament während des Militärregimes) „die hervorragenden Verdienste dieses Funkdienstes in Katastrophenfällen“ genannt.
Die Periode bis zur Gesetzesänderung im Jahre 1983 verlief mit der Weiterführung der Zeitschrift und der Schulungen, begleitet vom Amateurfunkbetrieb einiger TRAC-Mitglieder und in der Türkei stationiertem ausländischem NATO-Personal mit Amateurfunklizenz des Heimatlandes. Die QSL-Karten von diesen Stationen wurden nur dann für das Amateurfunkdiplom DXCC akzeptiert, wenn diese Stationen beim TRAC registriert waren. Mit der Gesetzesänderung und der im Jahre 1984 folgenden dazugehörigen Verordnung erfolgte der offizielle Start des Amateurfunks in der Türkei. Die erste Lizenz wurde dem mittlerweile verstorbenen Unal Akbal (Amateurfunkrufzeichen TA1A) vergeben. Weitere folgten ab dem Frühjahr 1985.

## Entwicklung der Notfunkaktivitäten
Die ausdrückliche Erwähnung des Notfunks bei der Gesetzesänderung, die letztendlich zur Freigabe des Amateurfunks 46 Jahre nach dem ersten Gesetz führte, wurde vom TRAC als Verpflichtung für ein diesbezügliches Engagement aufgefasst.
TRAC machte den ersten Vorstoß für Notfunk im Jahre 1986. Grundlage dafür war, neben der Amateurfunkverordnung mit ausdrücklichen Referenzen bezüglich Notfunk, ein Artikel des Zivilschutzgesetzes, der ausdrücklich die Teilnahme von Freiwilligen im Zivilschutz vorsah. Diese Initiative wurde von der Verwaltung aus unerfindlichen Gründen zunächst nicht akzeptiert. Die nächste Gelegenheit ergab sich im Jahre 1990, als ein TRAC-Mitglied eine Einberufung für eine Zivilschutzübung erhielt. Diese Einberufung war für eine „Milizübung“, hatte also mit Kommunikation nichts zu tun. Dieses TRAC-Mitglied machte den Vorschlag, die Kommunikation im Zivilschutz auf Freiwilligenbasis zu übernehmen. Der Vorschlag wurde sofort akzeptiert, eine Woche später übernahm der TRAC das Fernmeldewesen einer in Istanbul abgehaltenen Zivilschutzübung.
Somit wurde der TRAC die erste freiwillige Institution in der Türkei überhaupt, die mit dem Staat bezüglich Katastrophen zusammenarbeitet. Obwohl noch kein formeller Rahmen der Zusammenarbeit mit dem Zivilschutz formuliert worden war, wurde der TRAC im gleichen Jahr zu vielen landesweit veranstalteten Übungen eingeladen und mit dem Funk beauftragt. Im November 1990, anlässlich einer Großübung in Ankara, kam dann die mündliche Bitte, den Zivilschutz während des ganz am Horizont auftauchendem Zweiten Golfkrieges zu unterstützen. Anfang 1991 wurde dieser Bitte entsprochen und der Zivilschutz beim „Aufrechterhalten der Alarmkommunikation“ während des ersten Golfkriegs vom TRAC unterstützt und anschließend dem Zivilschutz ein „Handbuch für Notfallkommunikation“ ausgehändigt. Dieser erfolgreiche Einsatz hatte zur Folge, dass dem TRAC vom Ministerrat im Eilverfahren der Status eines gemeinnützigen Verbandes verliehen wurde.

### 1991
1991 wurde der Kontakt des Türkischen Roten Halbmondes mit dem Erdbebengebiet in Tiflis (Georgien, UdSSR) hergestellt. Es wurden die von der im Erdbebengebiet betriebenen Amateurfunkstation mit dem Rufzeichen RF0FWW empfangenen Informationen über benötigte Hilfsgüter per Telex aus Istanbul zum Hauptquartier des Türkischen Halbmondes in Ankara übermittelt und der Empfang des Hilfskonvois an der Grenze mit der georgischen Seite organisiert. TRAC war der einzige Kommunikationskanal, weil alle Telekommunikationsverbindungen von und nach Georgien, auch die über Moskau, durch das Erdbeben zerstört waren.

### 1992
1992 erfolgte der erste inländische Erdbebeneinsatz anlässlich des Erdbebens in Erzincan (13. März 1992, M=6,8, 653 Tote, 3850 Verletzte). Bei der Bestimmung des Katastrophengebiets bedurfte es der Hilfe des TRAC, weil die damalige Ausrüstung der Observatorien dazu nicht in der Lage war und alle Telekommunikationsverbindungen in Erzincan nicht funktionierten. Der Ortsverband TRAC Trabzon, der auch die erste Alarmmeldung gegeben hatte, schickte Mitglieder zu einer exponierten Lage in der Nähe, von der aus der BOS-Funkverkehr in Erzincan zu empfangen war. Zeitgleich damit wurden die Zivilschutzdirektoren von Sivas, Erzurum und Erzincan telefonisch angerufen. Alle außer Erzincan konnten erreicht werden, womit der Katastrophenort innerhalb einer halben Stunde endgültig identifiziert wurde. Ein Mitglied des TRAC-Ortsverbands Kayseri fuhr nach Erzincan und erstellte 7 Stunden nach dem Erdbeben die einzige Verbindung, mit Amateurfunk auf Kurzwelle. Eine fünfköpfige Gruppe aus Istanbul flog am nächsten Morgen nach Erzurum, um dann auf dem Landweg in Erzincan einzutreffen. Diese Gruppe übernahm die ganze Katastrophenkommunikation, unter anderem mit dem Deutschen Roten Kreuz und der griechischen Hilfsgruppe, die auch zwei Funkamateure als Vorhut zum Katastrophenort entsandte. Die griechischen Funkamateure (Rufzeichen SV1BDO und SV1RD), die das nachfolgende Kontingent der griechischen Hilfsgruppe über das benötigte Material informierten, hatten eine Ausrüstung für AMTOR dabei, womit einwandfreier Kontakt mit der Amateurfunkstation des Hauptquartiers der Vereinten Nationen (4U1UN) in New York auch mit kleiner Leistung und einfachen Antennen möglich wurde.
4U1UN übermittelte auch die vom United States Geological Survey (USGS) empfangenen Daten eines zweiten starken Bebens, das zuerst irrtümlich für ein Nachbeben gehalten, aber dann als ein unabhängiges Erdbeben im nachbarlichen Bezirk Tunceli identifiziert wurde (15. März 1992, M=5,8, Sachschaden und 20 Verletzte). Diese Information wurde umgehend an die in der Nähe stationierte, am Morgen des gleichen Tages eingetroffene Polizeifunkstation gegeben, die dann Tunceli über ihre Kanäle informierte und somit überhaupt Hilfe zu den zerstörten Dörfern in Gang setzte. Diese Daten wurden auch dem Türkischen Observatorium über eine Amateurfunkstation des TRAC in Istanbul übermittelt.

### 1993
1993 erhielt die Zusammenarbeit mit dem Zivilschutz mit der Unterzeichnung eines Protokolls einen offiziellen Rahmen. Dies ist das erste Dokument dieser Art, das zwischen einem Verband und dem Zivilschutz in der Türkei unterzeichnet worden ist.
1993 wurde dem Bosnischen Generalkonsulat in Istanbul bei der für die Koordination der Hilfsgütersendungen zum Krisengebiet erforderlichen Kommunikation Hilfe geleistet.

### 1995
1995 wurde die nach dem Erdbeben in Dinar (1. Oktober 1995, M=6,1, 100 Tote, 260 Verletzte, 25.000 Obdachlose) erforderliche Notfunkkommunikation durchgeführt. Dem zerstörerischen Hauptbeben gingen hunderte Beben voraus. In vielen dieser Vorbeben wurde der TRAC vom Zivilschutz gebeten, die Daten vom Kandilli-Observatorium in Istanbul nach Ankara zu übermitteln, weil die Telefonverbindungen des Observatoriums wegen der extrem großen Anzahl von eingehenden Panikanrufen blockiert wurden. Der TRAC übermittelte die Daten durch eine zum Observatorium geschickte Mobilfunkstation über Kurzwelle. Der erste Aktivität nach dem zerstörerischen Beben am Unglücksort machte der nächstgelegene TRAC-Ortsverband Denizli, der dann vom Ortsverband Antalya abgelöst wurde. Die wiederum wurde von einem starken Kontingent aus Istanbul abgelöst.

### 1996
1996 und 1997 wurde die komplette Notfunkkommunikation der „Luftsportweltmeisterschaften für Hängegleiter und Gleitschirme“ inklusive der Kommunikation mit den Rettungshubschraubern übernommen. Diese anstrengende und intensive Aktion war eine sehr lehrreiche Erfahrung.

### 1998
1998 wurde die durch die weitläufige Flutkatastrophe im Norden des Landes (Provinzen Bolu, Karabük, Bartin, Adapazari) erforderliche Notfunkkommunikation durchgeführt, wobei die einzige Verbindung zwischen der am heftigsten heimgesuchten Provinz Karabük und der Hauptstadt durch den TRAC ermöglicht wurde. Der Ortsverband Karabük hatte mit der Polizei, der Gendarmerie und der Forstverwaltung gemeinsam einen Kommunikationsstab errichtet, womit auch aus benachbarten Gebieten durch BOS-Funk Informationen gesammelt und über den TRAC nach Ankara übermittelt werden konnten. Karabük erreichte über ihre Relaisstation Adapazari, von wo aus dann die Informationen nach Ankara über Kurzwelle übermittelt wurden. Unmittelbar danach wurde die Zusammenarbeit mit der ersten freiwilligen SAR-Gruppe der Türkei (AKUT Such- und Rettungsverein) begonnen.
1998 wurde nach dem Erdbeben in Ceyhan (Provinz Adana, 27. August 1998, M= 6,2, 131 Tote, 400 vollständig zerstörte Gebäude) die erforderliche Notfunkkommunikation durchgeführt. 1998 erschienen eindringliche Warnungen von Wissenschaftlern bezüglich einer imminenten Erdbebengefahr in der Nähe von Istanbul. Daraufhin wurden mit den TRAC-Ortsverbänden im gefährdeten Gebiet Pläne besprochen und die jeweiligen Lokalverwaltungen kontaktiert, um diese zur schnellstmöglichen Errichtung bzw. Identifizierung der für die Koordination absolut notwendigen (jedoch noch nicht vorhandenen) Krisenzentren zu bewegen. Unter anderem wurde mit dem Flottenkommando İzmit eine Vereinbarung für die Nutzung eines Museumsschiffes zu diesem Zweck protokollarisch vereinbart und dem Oberkommando der Marine zur Genehmigung vorgelegt. Die Genehmigung wurde allerdings nicht gegeben. Außerdem wurde um Zusammenarbeit mit dem Krisenstab am Ministerpräsidialamt ersucht, allerdings auch erfolglos. Der ergiebigste Kontakt wurde mit dem Nationalen Erdbebenforschungszentrum UDIM (das damals das einzige vorhandene Observatorium betrieb) aufgenommen.
UDIM informierte den TRAC ausführlich über zwei mögliche Szenarien und beschrieb detailliert alle möglichen Risiken (unsichere Zufahrtsrouten und sichere Alternativen, mögliche Schäden, erwartete Verluste). Außerdem wurden auf Initiative des TRAC mit der Feuerwehr Istanbul und dem neu errichteten Krisenzentrum beim Gouverneur von Istanbul gemeinsam eine 24-stündige Übung abgehalten. Ferner wurde mit dem medizinischen Notdienst der erste Kontakt geknüpft und die Aktivierung der (im Jahre 1988 errichteten, aber seither nie aktivierten) „Arbeitsgruppe Notfallkommunikation beim Gouverneur von Istanbul“ veranlasst. Die Anfrage bezüglich der Errichtung einer Kommunikationsstation des TRAC in den Räumlichkeiten einer Universität in der Nähe des Helikopterlandeplatzes der Armee (der 500 m von vier großen Krankenhäusern entfernt ist) zwecks Koordinierung der Verwundetentransporte wurde auch negativ beschieden.

### 17. August 1999
Am 17. August 1999 verursachte ein großes Erdbeben im Bezirk Izmit große Verwüstungen (M=7,6, offiziellen Angaben zufolge 17.480 Tote, 23.781 Verletzte, 133.683 vollständig zerstörte Gebäude, 600.000 Obdachlose). Da dieses Erdbeben in weiten Teilen des Landes, aber besonders stark in Istanbul spürbar war und die Stromversorgung fast im ganzen asiatischen Teil und Istanbul ausfiel, brach eine gewaltige Panik aus. Alle Telefonleitungen fielen innerhalb einer Minute aus.
Dies war das von Wissenschaftlern im Jahre zuvor prognostizierte Erdbeben. Unmittelbar danach konnte der TRAC mit dem Vergleich der im Jahr zuvor von UDIM erhaltenen Prognosen und die über Polizeifunk eintreffende Schadensmeldungen in Istanbul das Epizentrum identifizieren, Ankara über Kurzwelle informieren und ihre Teams aktivieren. Da, wie von UDIM vorausgesagt, nur ein einzelner Stadtteil von Istanbul sehr schwer beschädigt worden war, wurden je ein Team zum Krisenzentrum Istanbul und dem beschädigten Stadtteil geschickt. Gleichzeitig begab sich ein TRAC-Mitglied nach Izmit, dem vermuteten Epizentrum. Mit seiner Kurzwellen-Mobilstation (TA1E/m) berichtete er von unterwegs nach Ankara.
Knappe drei Stunden nach dem Erdbeben wurde zuerst die Kommunikation aus Izmit mit dieser vor dem Gouverneursamt positionierten Station aufgenommen. Zeitgleich ging die TRAC-Station im Krisenzentrum Istanbul in Betrieb. Kurze Zeit später begann die Informationsübermittlung aus Adapazari (eine ebenfalls stark beschädigte Provinzstadt östlich von Izmit) durch die dortigen TRAC-Mitglieder über UKW zu der Mobilstation in Izmit, die dann alles Notwendige nach Ankara über Kurzwelle weiterleitete. Da in der Region keine Relaisstation vorhanden war, hatte sich ein Mitglied des Ortsverbandes Adapazari (TA2NW) auf einen hochgelegenen Standort begeben, von wo aus er die Übermittlung per Handfunkgerät nach Izmit durchführte (später wurde eine KW-Station nach Adapazari befördert, wodurch diese relativ mühselige Prozedur obsolet wurde). Nach und nach gingen TRAC-Stationen landesweit in Betrieb und wurde Verstärkung Richtung Izmit und Adapazari in Marsch gesetzt.
Da das Glasfaserkabel in der Ost-West-Richtung durch die massiven Erdbewegungen zerstört worden war, lief für 36 Stunden die ganze amtliche Kommunikation über das TRAC-Kurzwellennetz.
Wegen der weitläufigen Zerstörung von vielen Telekommunikationsverteilern nahm die völlige Wiederherstellung des Fest- und Mobilfunknetzes 10 Tage in Anspruch und die amtliche Übermittlung über den TRAC musste während dieser Zeit weitergeführt werden.
Unterdessen ging aus Adapazari die Meldung ein, dass eine Brücke auf die Autobahn gestürzt, einen Reisebus und mehrere Autos unter sich begraben und die Hauptverkehrsader inklusive der Hauptkreuzung unpassierbar gemacht hatte.
Alle TRAC-Stationen auf der Strecke zwischen Ankara (von wo aus sich die Rettungskräfte des Zivilschutzes in Richtung Katastrophengebiet begeben hatten) und Adapazari wurden angewiesen, periodische Warnungen auf der BOS-Frequenz des Zivilschutzes zu senden, bis der Empfang vom Zivilschutzkonvoi bestätigt wurde. Auf diesem Wege wurde eine akute Unfallgefahr vermieden und der Zivilschutzkonvoi (und andere Hilfskonvois) rechtzeitig umgeleitet.
36 Stunden nach dem Beben wurde in Izmit in exponierter Lage von TRAC eine von TA1S aufgebaute Relaisstation im 2-Meter-Band in Betrieb genommen. Dieses Relais wurde später (in der zweiten Phase, nach dem Ende aller Rettungsmaßnahmen) anhand einer Sondergenehmigung der Regulierungsbehörde auch für die Kommunikation der Feldlazarette und Zeltlager benutzt.
Das Problem der Trinkwasserlogistik wurde durch die Entsendung eines TRAC-Mitgliedes aus Istanbul (TA1DX) zu einer Abfüllanlage nahe Adapazari gelöst, der dort eine KW- und UKW-Station in Betrieb nahm. Somit konnten alle permanent von TRAC-Mitglieder bemannten Krisenzentren (alle außer Yalova, das nur bedarfsweise bemannt wurde) mit ihm in Verbindung treten und ihre Bestellungen durchgeben bzw. den Versand des benötigten Trinkwassers bestätigen.
Durch das Eintreffen von Verstärkung aus Antalya (TA4KA) in Izmit konnte die Mobilstation TA1E/m für taktische Aufgaben freigestellt werden. TA1E/m wurde anhand von Anweisungen aus Ankara entweder zu Problemzonen geschickt, oder zum Zwecke der Situationsbeobachtung bzw. Verstärkung zu verschiedenen Gebieten beordert. In dieser Weise wurde u. a. ein Problem der Stadt Düzce gelöst und der Nachschub von Wasser und Medikamenten dorthin organisiert.
Die TRAC-Station in Ankara (TA2KB) wurde auf Anweisung des Innenministers zu seinem Nebenzimmer im Ministerium verlegt. In Izmir und Balikesir baute TRAC auf Wunsch der Gouverneure in deren Amtssitz Stationen auf.
Es wurde versucht, die Kommunikation der zahlreich eingetroffenen ausländischen zu koordinieren. Durch die teilweise chaotischen Umstände und die Weitläufigkeit des Katastrophengebiets war dies nur teilweise möglich, so war das Schweizer Rettungsteam und das medizinische Team des französischen Funkamateurs F6FNU beide im Amateurfunk. Somit wurde ein ernstes Problem zum ersten Mal identifiziert.
Als weiteres großes Problem wurde die nicht vorhandene Boden-Luft-Kommunikation identifiziert, die eine Koordinierung der Löschflugzeuge beim Großbrand in der nahen Raffinerie und somit eine effektive Löscharbeit unmöglich machte.
In Istanbul wurden zahlreiche Freiwillige aktiviert, die im Krisenzentrum unter der Koordinierung des TRAC eine IT-Infrastruktur aufbauten.
In den von diesen Freiwilligen erstellten Datenbanken konnten alle eintreffenden Informationen gespeichert und verarbeitet werden. Somit konnten auch eingehende Anfragen über die Situation von Familienangehörigen bearbeitet bzw. beantwortet werden.
Bei dieser 10-tägigen Aktion waren 170 TRAC-Mitglieder und 15 Freiwillige beteiligt. Der Innenminister lud später den TRAC ein, um der Delegation eine Dankesplakette auszuhändigen. Der TRAC wurde auch vom parlamentarischen Untersuchungsausschuss, vom Gouverneur von Istanbul und vom Generaldirektor des Zivilschutzes mit Auszeichnungen bedacht.
Die zuvor seitens des Krisenstabes beim Ministerpräsidium verweigerte Zusammenarbeit wurde nun akzeptiert und ein Protokoll unterzeichnet. Der TRAC bekam den zuvor verweigerten freien Zutritt zu den Stationen des Türkischen Rundfunks (TRT) und konnte von nun an kostenlos Relaisstationen an exponierten Lagen installieren.
Auf Einladung der NATO wurde einer internationalen Delegation über die Rolle des Amateurfunks in Katastrophenfällen referiert.
Die in dem Krisenzentrum von Istanbul aufgebaute Station des TRAC wurde nun permanent betriebsbereit gehalten – was sich kurze Zeit später als eine sehr kluge Entscheidung herausstellen sollte.

### 12. November 1999
12. November 1999 ereignete sich in der Düzce-Kaynasli-Region (ca. 150 km östlich von Izmit, ebenfalls entlang der Nordanatolischen Verwerfung gelegen) ein starkes Erdbeben (M=7,2, 857 Tote, 4948 Verletzte, 18.784 nicht bewohnbare bzw. nutzbare Gebäude). Einen Tag zuvor hatte sich dort ein mittelstarkes Beben der Stärke 5,7 ereignet.
Da der TRAC im Istanbuler Krisenzentrum weiterhin präsent und die Relaisstation in Izmit in Betrieb war, außerdem alle Verbandsmitglieder in Izmit, Adapazari, Düzce und Bolu in sicheren Unterkünften wohnten, erfolgte diesmal die Reaktion des TRAC innerhalb von 15 Minuten. Ein in der Nähe von Düzce wohnendes TRAC-Mitglied (TA2NB) eilte sofort nach Düzce, zeitgleich begab sich ein TRAC-Mitglied (TA2TH) nach Adapazari, zur nächstgelegenen Stadt mit Hilfspotenzial. Beide trafen die jeweiligen Diensthabenden der Stadtverwaltung, stellten deren Kommunikation her und übermittelten deren dringliche Hilfswünsche. Da das Erdbeben in einer Kälteperiode und abends stattfand, brachen wegen umstürzenden Öfen viele Brände aus, womit dringlichster Bedarf an Feuerwehren entstand. Die TRAC-Stationen in Istanbul, Izmit und Adapazari alarmierten die Feuerwehren in ihrem Bezirk, die dann sofort nach Düzce in Marsch gesetzt wurden. Der Innenminister, der nach einer halben Stunde im Krisenzentrum Istanbul eintraf, erhielt sein erstes Briefing vom TRAC-Stationsleiter.
Weil die TRAC-Mitglieder aus der näheren Umgebung dort eingetroffen waren und die Situation im Griff hatten, wurde der Beschluss gefasst, sich mit dem aus dem vorherigen Einsatz bekannten Problem der Koordination von den zahlreich erwarteten ausländischen Rettungsgruppen intensiv zu befassen. Eine Abordnung des TRAC begab sich zum Flughafen Istanbul-Atatürk und besprach das Problem mit den dort anwesenden Abgesandten des Außenministeriums und des OCHA.
Es wurde beschlossen, ein Fragebogen und ein Informationsblatt für alle eintreffenden Gruppen zu erstellen. Im Fragebogen wurden die mitgeführten Kommunikationseinrichtungen (Art/Fabrikat, Frequenz, Anzahl und Programmiermöglichkeit), Anzahl des Personals, Anzahl der Funkamateure bzw. Funker in der Gruppe (einschl. Name und Rufzeichen) erfragt. Im Informationsblatt wurden die örtlichen Koordinationsfrequenzen (alle in Amateurfunkbändern) und die Rufzeichen der dort diensthabenden TRAC-Mitglieder bzw. Klubstation angegeben. Jede Gruppe war verpflichtet, den Fragebogen auszufüllen und das Informationsblatt in Empfang zu nehmen. Um eventuelle Probleme bezüglich der Frequenzinformationen zu vermeiden, wurde ein Frequenzzähler bereitgehalten.
Alle gesammelten Informationen wurden periodisch den am Katastrophenort anwesenden TRAC-Gruppenleitern übermittelt.
Diese Aktion wurde ein voller Erfolg, da alle eintreffenden Gruppen diesmal bestens koordiniert werden konnten. Der englische Zivilschutz BCD hat diese Aktion später in seinen Bericht als „bisher einmalig und ein Referenzbeispiel für zukünftige internationalen Einsätze“ bezeichnet. Viele Gruppen haben sich später beim TRAC oder den dortigen Offiziellen über diese Organisation bedankt.
Es wurde festgestellt, dass alle großen und international aktiven Gruppen (z. B. das deutsche THW) Kommunikations- und/oder Logistikaufgaben Funkamateuren anvertraut hatten.
Bei diesem Einsatz wurde auch die Kommunikation zwischen dem Militär und der örtlichen Zivilverwaltung vom TRAC übernommen. Ein TRAC-Mitglied begab sich zum Kommandeur des militärischen Hilfskontingents in Bolu und stellte die Verbindung zum Koordinierungsstab in Düzce her.
Außerdem wurde diesmal mit den herbeigeeilten freiwilligen Dolmetschern, die sich der örtlichen TRAC-Gruppe anschlossen, eng zusammengearbeitet.
Diese beiden Großeinsätze waren sehr lehrreich und stellten die Weichen für die zukünftige Strategie des TRAC. Wegen der durch diese sehr erfolgreichen Einsätze geänderten Wahrnehmung bei den Behörden Außerdem wurden dem TRAC viele Erleichterungen gewährt, u. a. der freie Zugang zu den Sendemasten von TRT, die den Ausbau des Relaisnetzes überhaupt ermöglichten. Ferner wurde nun für die Infrastruktur wichtiges Material, größtenteils von den Behörden außer Dienst gestellte Gerätschaft (Surplus), zur Wiederverwendung dem TRAC übergeben. Dieses Material sollte von da an die Hauptstütze zur Erstellung einer landesweiten Infrastruktur werden.
Eine Spende des japanischen Geräteherstellers ICOM von fünf Kurzwellen-Funkgeräten wurde dankend angenommen und anhand von Gefahrenanalysen an verschiedene Ortsverbände verteilt.

### Weitere weichenstellende Ereignisse im Jahr 2000
Bei der von der Internationalen Fernmeldeunion (ITU) in Istanbul veranstalteten Weltfunkkonferenz („WRC-2000“) wurde unmittelbar am Konferenzzentrum eine Station (TA1ITU) aufgebaut. Diese Station wurde von sehr vielen Delegierten besucht. Dadurch konnte mit vielen Delegierten ein reger Gedankenaustausch vorgenommen worden.
Außerdem wurden einige Delegierte zum Krisenzentrum Istanbul geführt, wo sie die dortige TRAC-Station besuchen und mit Behördenvertretern ausführliche Gespräche führen konnten. Unmittelbar danach wurde der TRAC ins weltweite PACTOR-Netz von OCHA integriert. OCHA spendete die dafür erforderliche Gerätschaft, die im Krisenzentrum Istanbul dann vom TRAC in Betrieb genommen wurde.
Gegen Ende der Konferenz musste bei einem Erdbeben in der Nordosttürkei TA1ITU die an den Katastrophenort eilenden TRAC-Mitglieder assistieren. Eine Sonneneruption brachte allerdings die Kurzwellen-Kommunikation für Stunden zum Erliegen. Diese Erfahrung machte klar, dass das UKW-Netz schnell ausgebaut werden muss, damit ggf. durch Übermittlung von einem lokalen Netz zum anderen der Informationsfluss bewerkstelligt werden kann. Als eine denkbare spätere Alternative wurde dann die temporäre und bedarfsgerechte Vernetzung dieser Netze ins Auge gefasst.
Es wurden Abkommen zur Zusammenarbeit mit dem Ministerpräsidalamt, dem Türkischen Roten Halbmond (TRC), dem Türkei-Büro der Internationalen Vereinigung der Rotkreuz- und Rotem Halbmondorganisationen (IFRC), verschiedenen lokalen Feuerwehren und Notarztorganisationen unterzeichnet.
Den Abkommen mit TRC und IFRC war eine intensive Zusammenarbeit mit einer IFRC-Delegation vorangegangen, die den Neuaufbau der Telekommunikation beim TRC zum Ziel hatte. Hilfreich war dabei, dass der Projektleiter ein japanischer Funkamateur (Tomoo, JE9IKG) war.

### 2002
Im Jahre 2002 wurde eine weitere ITU-Großkonferenz in Istanbul veranstaltet („WTDC-02“). TRAC nahm eine Station unmittelbar am Konferenzzentrum in Betrieb. Allerdings wurde diesmal nach Absprache mit der IARU-Delegation der Schwerpunkt auf die Erstellung einer CD gelegt, die eine ausführliche Analyse der vorhergegangenen Notfunkaktivitäten mitsamt den Übersetzungen der Abkommen mit Behörden enthielt. Diese CD wurde von der IARU-Delegation an alle teilnehmenden Delegationen (über 100) verteilt und sehr positiv aufgenommen.
Diese Aktion bewirkte auch, dass der türkische Transportminister und der Direktor der nationalen Regulierungsbehörde spontan einen Besuch in der TRAC-Station abstatteten und sich für den Beitrag bedankten.
Es ist auch davon auszugehen, dass diese Aktion die Wahrnehmung sowohl des Transportministeriums als auch der Regulierungsbehörde gegenüber dem TRAC und dem Amateurfunk in sehr positivem Sinne beeinflusst hat und bei späteren Gesprächen über die Neufassung der Verordnung sehr hilfreich war.
Während der Konferenz wurden die IARU-Delegierten zusammen mit anderen Delegationen zu den Ortsverbänden in den Epizentren der Erdbeben von 1999 geführt.

### 2003
Ende 2003 wurde mit dem türkischen Hilfskontingent für das Erdbeben in Bam (Iran) ein TRAC-Mitglied entsandt, der sowohl die Kommunikation innerhalb des Einsatzgebietes, als auch zeitweilig die Kommunikation zwischen Bam und der Türkei organisierte bzw. durchführte. Nach dem Erdbeben in Pakistan im nächsten Jahr wurden mit dem türkischen Hilfskontingent zwei TRAC-Mitglieder entsandt, die die gleichen Tätigkeiten ausführten.

### 2004
2004 wurde vom Kocaeli-Ortsverband ein Notfunkfahrzeug aufgebaut. Dies war überhaupt das erste Exemplar seiner Art im Zivilbereich und sollte später als Vorlage für einige behördliche Fahrzeuge dienen.
Die Realisierung dieses Vorhabens wurde nur aufgrund besonderer örtlicher Umständen möglich. Zum einen war der hervorragende Einsatz des TRAC in beiden Erdbeben von 1999 bei diesem vom Erdbeben des 17. August 1999 am schlimmsten betroffenen Bezirk bestens bekannt. Dies führte dann bei der örtlichen Industrie und Handel zu einer großen Bereitschaft für die Unterstützung des TRAC.
Ein von einer großen Autofabrik im Bezirk zu einem sehr symbolischen Preis überlassener (als Basis für ein Notfunkfahrzeug nicht brauchbarer) Pritschenwagen wurde in einem Kfz-Betrieb kostenlos revidiert und anschließend verkauft.
Aus dem Erlös wurde ein gebrauchter Kastenwagen gekauft, bei dem gleichen Kfz-Betrieb zum Selbstkostenpreis mit Unterstützung aus dem örtlichen Handel revidiert und umgebaut, wobei Studenten der Innenarchitektur von der örtlichen Universität die Gestaltung im Rahmen einer Semesterarbeit übernahmen. Der Innenausbau wurde dann in der Werkstatt der Universität bewerkstelligt. Die Funkgeräte wurden von TRAC-Mitgliedern gespendet. Später spendete eine Motorradfabrik ein kleines Enduro-Motorrad, das dann bei Bedarf vom Notfunkfahrzeug zum Einsatzort mitgeführt wurde.

### NATO CPEMEX ’04
Der erste Einsatz des Fahrzeugs erfolgte während einer internationalen NATO-Katastrophenübung in Bulgarien (NATO CPEMEX ’04), bei der ein türkisches Team teilnahm. Das Fahrzeug war mit der Kommunikation des türkischen Teams beauftragt. Weil das türkische Team als einziger Teilnehmer ein Kommunikationsfahrzeug besaß und alle von der bulgarischen Seite zuvor in Aussicht gestellten Relaisstationen und andere örtliche Kommunikationsinfrastruktur nicht erwartungsgemäß funktionierten, konnte nur das türkische Team alle Übungsaufgaben mit Bravour bewältigen und errang die höchste Punktzahl. Viele andere Teams erbaten Unterstützung vom TRAC-Fahrzeug, die selbstverständlich auch im Rahmen des Möglichen gegeben wurde.
2004 wurden die ersten APRS-Digipeater installiert. Die halfen dann auch bei der Beobachtung des TRAC-Fahrzeugs während der NATO-Übung in Bulgarien.
2004 wurde auf Einladung der IARU bei einem Seminar in Algier ein Referat über Notfunk in der Türkei präsentiert.

### 2005
2005 wurde bei der ersten GAREC-Konferenz in Tampere (Finnland) teilgenommen und ein Thesenpapier präsentiert.
2005 baute der Ortsverband Sakarya ein Notfunkfahrzeug auf. Das Basisfahrzeug wurde von der örtlichen Gemeindeverwaltung bereitgestellt und revidiert. Die örtliche Industrie spendete die erforderlichen Funkgeräte. Die Gemeinde übernahm auch die Betriebs- und Wartungskosten.
Beide Fahrzeuge bewährten sich bei zahlreichen Übungen und einigen späteren Notfällen. Ein weiteres Fahrzeug wurde 2009 vom Ortsverband Izmir mit Unterstützung des örtlichen Gesundheitsdirektoriums auf Basis eines außer Dienst gestellten Krankenwagens aufgebaut.
2003, 2004 und 2005 wurde nach starken Schneestürmen die TRAC-Stationen beim Krisenzentrum des Gouverneurs von Istanbul und beim Krisenzentrum der Stadtverwaltung aktiviert. TRAC half den Behörden als Personalverstärkung und zeitweise als alternative Quelle von Informationen über die Situation in verschiedenen Bezirken.
2005 wurde mit dem Kandilli-Observatorium und dem Nationalen Erdbebenforschungszentrum ein Abkommen unterzeichnet. Das war der Startschuss für das APRS-Projekt mit dem vorrangigen Ziel, die Observationsdaten von Beben (mit der Stärke M=3 und größer) über die direkt am Observationscomputer angeschlossene TRAC-APRS-Station (YM2UDM) völlig unabhängig vom Internet und Telefon zu verteilen.
Dieses System bewährte sich mehrere Male, als die Webseite des Observatoriums wegen der extremen Abrufzahlen nach Erdbeben abstürzte und somit das TRAC-APRS-Netz als einzige Distributionsquelle diente. Es wurde beschlossen, in Zukunft auch Tsunamiwarnungen über das gleiche System zu versenden (nachdem die dafür notwendigen Infrastrukturen im Observatorium in Betrieb gegangen sind).